# رودني والاس (لاعب كرة قدم أمريكية)
رودني والاس (بالإنجليزية: Rodney Wallace)‏ هو لاعب كرة قدم أمريكية أمريكي، ولد في 10 فبراير 1949 في بويبلو في الولايات المتحدة، وتوفي في 21 يوليو 2013 في سينتينيال في الولايات المتحدة.

## وصلات خارجية
- رودني والاس على موقع مرجع كرة القدم المحترفة.كوم (الإنجليزية)